# Classic Grand Besançon Doubs 2022
De 2e editie van de wielerwedstrijd Classic Grand Besançon Doubs werd verreden op 15 april 2022. Winnaar was de Spanjaard Jesús Herrada. Zijn ploegmaat Victor Lafay eindigde, met een verschil van vijf seconden, als tweede. Alexis Vuillermoz kwam tegelijk met Lafay over de finish en eindigde als derde. 
De race was onderdeel van de UCI Europe Tour.

## Uitslag
| Plaats  | Naam                | Ploeg         | tijd     |
| ------- | ------------------- | ------------- | -------- |
| Winnaar | Jesús Herrada       | Cofidis       | 4u25'55" |
| 2       | Victor Lafay        | Cofidis       | +5"      |
| 3       | Alexis Vuillermoz   | TotalEnergies | z.t.     |
| 4       | Steff Cras          | Lotto Soudal  | z.t.     |
| 5       | Élie Gesbert        | Arkéa Samsic  | +7"      |
| 6       | Ben O'Connor        | AG2R-Citroën  | +8"      |
| 7       | Clément Champoussin | AG2R-Citroën  | z.t.     |
| 8       | Sylvain Moniquet    | Lotto Soudal  | z.t.     |
| 9       | Rudy Molard         | Groupama-FDJ  | +12"     |
| 10      | Matteo Badilatti    | Groupama-FDJ  | +13"     |

2021 · 2022 · 2023 · 2024